# Roderick Rijnders
Roderick Rijnders (Batavia, Holland Kelet-India, 1941. március 1. – 2018. január 15.) olimpiai ezüstérmes holland evezős, kormányos.

## Pályafutása
Az 1965-ös duisburgi Európa-bajnokságon bronzérmes lett kormányos kettesben. Ugyanebben a versenyszámban az egység kormányosaként az 1968-as mexikóvárosi olimpián ezüstérmes lett Herman Suselbeekkel és Hadriaan van Nes-szel.

## Sikerei, díjai
- Olimpiai játékok
  - ezüstérmes: 1968, Mexikóváros (kormányos kettes)
- Európa-bajnokság
  - bronzérmes: 1965, Duisburg (kormányos kettes)